# Augapesada
Augapesada ist ein  Ort in der Provinz A Coruña der Autonomen Gemeinschaft Galicien, administrativ gehört er zur Gemeinde Ames.

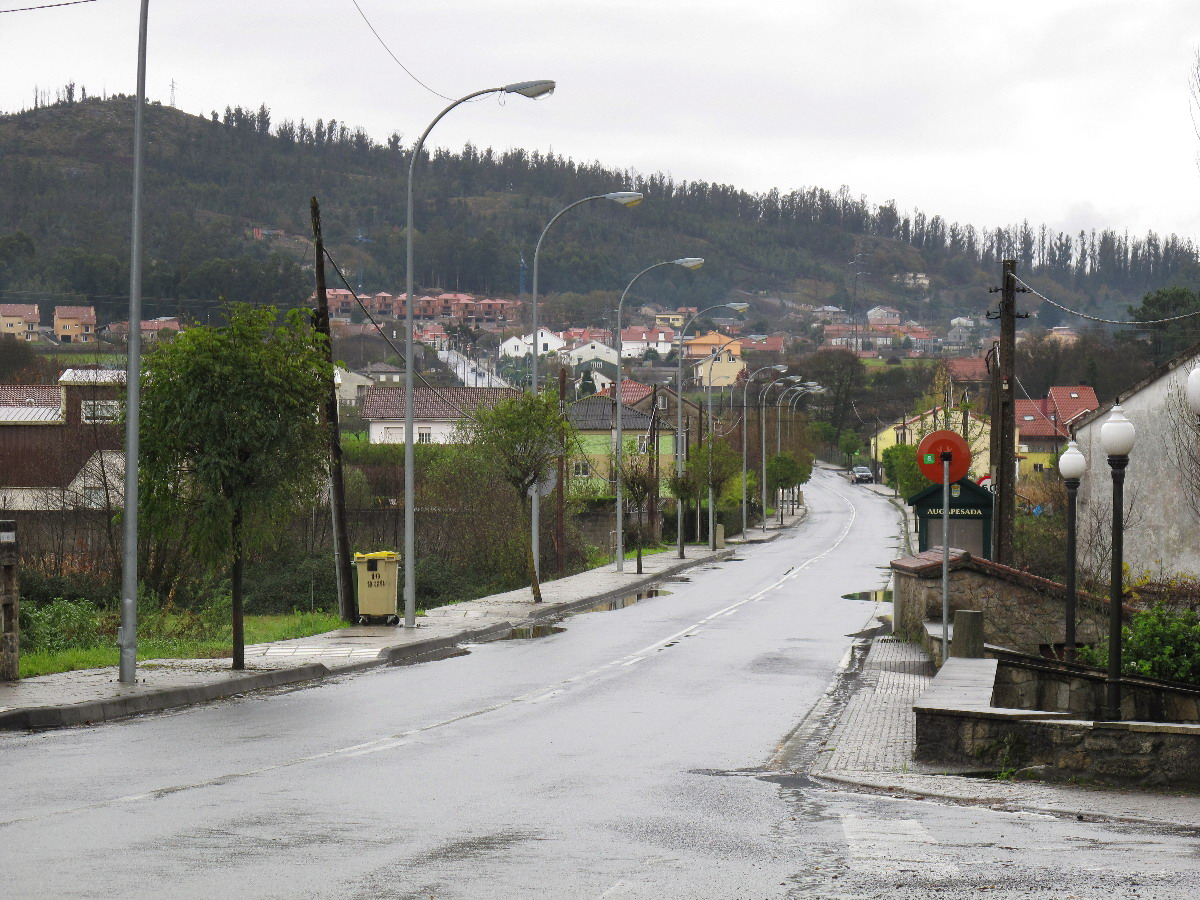
Augapesada

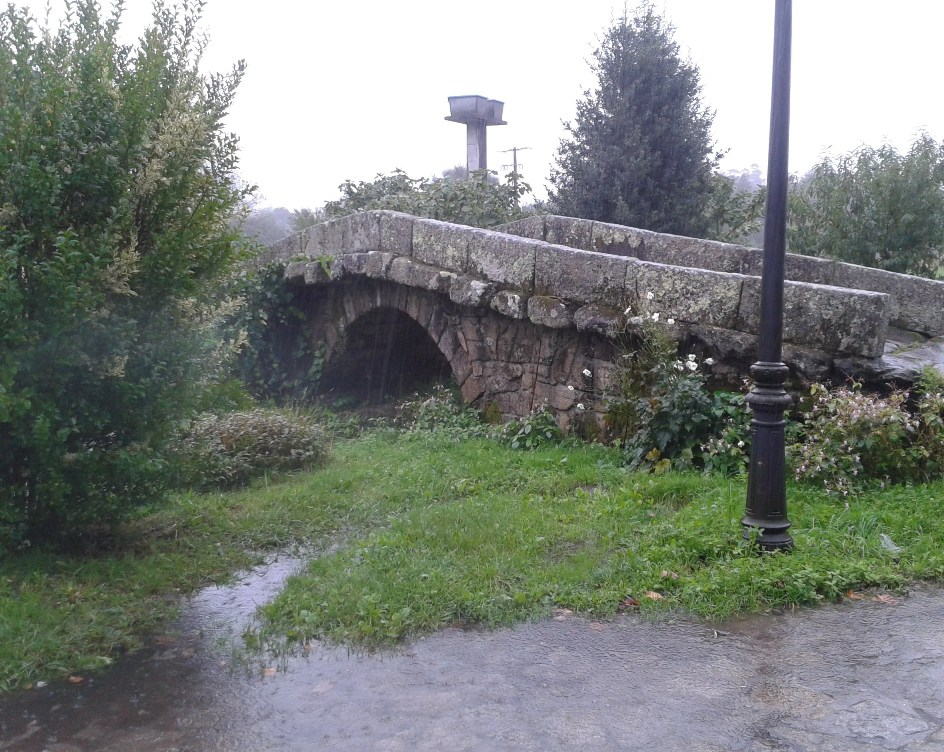
Mittelalterliche Brücke in Augapesada am Jakobsweg

## Sehenswürdigkeiten
- Pfarrkirche Igrexa de Cruxeiras, rechteckiger Grundriss mit seitlichen Apsiden, Barockturm und ebensolche Fassade mit einer Mauernische mit Marienfigur
- Römische Brücke aus teils behauenen, teils unbehauenen Granitsteinen. Sie war früher – und ist es heute wieder – Teil des Jakobsweges nach Fisterra.